# Ligamento de Henle
Ligamento de Henle é a expansão lateral da borda lateral da bainha do músculo reto abdominal, juntamente com a fáscia transversal e a aponeurose do transverso. Vai do bordo externo do musculo reto anterior do abdome, dirige-se medialmente até o ligamento pectíneo (ligamento de cooper) participando de sua formação. Constitui o assoalho do Anel femoral.